# Skype for Business
Skype for Business, tot 2015 Microsoft Lync, voorheen Microsoft Office Communicator, is een programma van Microsoft geschikt voor de communicatie tussen personen op de zakelijke markt. Het komt met Skype overeen en is een onderdeel van Microsoft Office. Het biedt de mogelijkheid tot instant messaging, videogesprekken en telefonie. Lync was de opvolger van het zakelijke Windows Messenger. Het is een voorbeeld van Software as a Service. Het kan als onderdeel van Microsoft 365 worden gebruikt of met een Skype for Business Server.
De opvolger van Skype for Business is Microsoft Teams. Op 31 juli 2021 werd de ondersteuning voor Skype for Business stopgezet. Skype for Business Server 2019 zal ondersteund worden tot 14 oktober 2025.

Logo van Microsoft Lync

1. ↑  https://support.microsoft.com/de-de/topic/3-dezember-2019-update-f%C3%BCr-skype-for-business-2016-kb4484133-80026e60-7e1f-c85f-4eab-62eec7fa6355.